# Petrus Gonsalvus
Pedro González o Petrus Gonsalvus, (1537, Tenerife, Illes Canàries - 1618, Capodimonte, Viterbo, Itàlia), va ser un gentilhome a la cort d'Enric II de França, que va aconseguir rang nobiliari. Nascut a Tenerife, és famós per haver patit la malaltia de la hipertricosi. És més conegut pel sobrenom de "Salvatge Gentilhome de Tenerife" o l'"Home Llop Canari".

## Biografia
Va néixer amb la malaltia "hipertricosis universalis congènita" el 1537 a Tenerife, poc després de la conquesta de l'illa per Alonso Fernández de Lugo. Se sap que el jove Pedro González era descendent de menceyes guanxes.
Als deu anys va ser portat a França, a la cort del rei Enric II, on va romandre 44 anys. L'arribada del noi a la cort parisenca va ser tot un esdeveniment, per la curiositat que despertava la seva malaltia.

Giulo Alvarotto enviat diplomàtic del rei d'Itàlia a la cort francesa en aquella època, ho descriu així: 
| « | "La seva cara i el seu cos estaven recoberts per una fina capa de pèl, d'uns 5 dits de llarg (9 cm) i de color ros fosc, més fina que la d'una marta cibellina i de bona olor, tot i així la coberta de pèl no és molt espessa i es poden apreciar bé els trets de la seva cara". | » |

Enric II pren aquest present com a molt valuós, doncs era una raresa desconeguda a l'Europa d'aquella època. El coneixement de la llengua espanyola del rei francès, li permet descobrir de boca del nen, que el seu nom és Pedro González, que prové de l'illa de Tenerife i que el seu pare era un cap tribal dels antics guanxes. La mentalitat de París del segle XVI fa que relacionin l'aspecte del noi amb la del mite del "home salvatge", provinent d'unes illes enmig de l'Oceà Atlàntic que reforçaven tal concepte.
El rei es va proposar, des del principi corregir el costat salvatge del nen, i inculcar-li una bona educació i costums socials refinats. Pedro González va ser instruït en humanitats i llatí, llengua que es considerava la més alta expressió de cultura, només reservada per a l'aristocràcia i, per tant, saber-la parlar perfectament era sinònim de prestigi social. El rei li atorga el lloc de "sommelier de panneterie bouche du roy" (servei de boca del rei), lloc reservat per als nobles de major rang i amb un sou de 240 lliures anuals. A més se li concedeix el dret de l'anteposició del "Don", al seu nom, per ser descendent d'un rei guanxe.

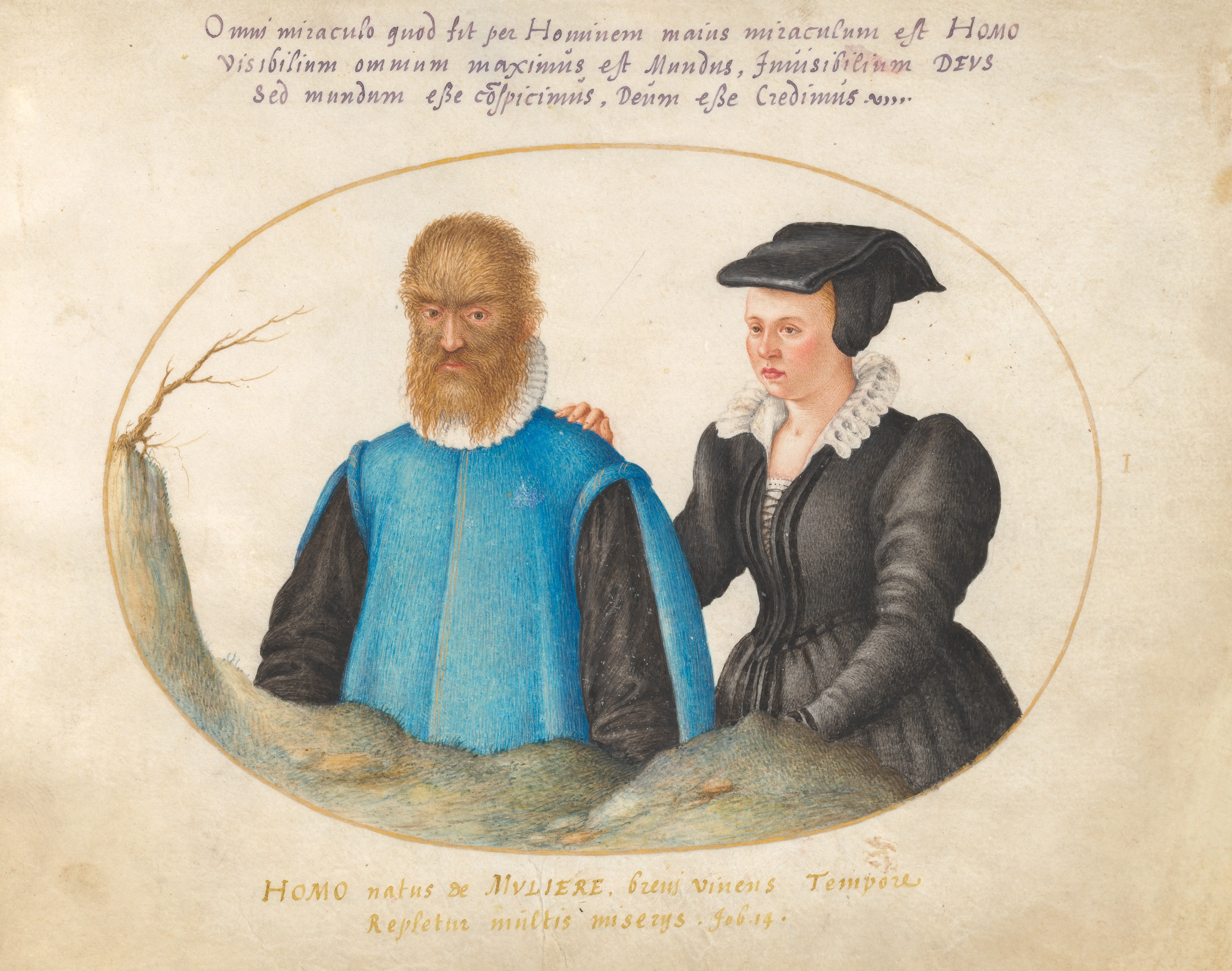
Petrus Gonsalvus i Catherine.

El 1573, Don Pedro González es casa amb una bella parisenca de la qual només se sap el nom, Catherine, i que molt possiblement fou dama de companyia de la reina Catalina de Mèdici. D'aquest matrimoni naixerien sis fills, tres nens i tres nenes, Madeleine, Enrique, Françoise, Antonietta, Horaci, i Ercole. Només en dos dels seus fills no es va repetir la malaltia, (concretament ni en la seva filla Françoise, ni en el seu fill Ercole, mort els primers anys), i hi ha constància que l'hipertricosis també va afectar els seus nets. D'aquests anys hi ha diverses pintures i gravats de la família, entre ells els quatre quadres de cos sencer que es troben al Castell d'Amras a Innsbruck (Àustria), on es representen a Don Pedro González, la seva esposa Catherine, els seus dos fills Madeleine i Enrique, o els gravats que es troben en la Nacional Gallery of Art de Washington (Estats Units). Els olis de la família que es troben a Ambras, han prestat el seu nom per a la malaltia hipertricosis, que també es coneix com a "síndrome d'Ambras", pels retrats de Don Pedro i la seva família que s'hi troben. Aquests quadres es troben en l'anomenada Cambra d'Art i Curiositats creada per l'Arxiduc d'Àustria Ferran II. En aquest espai també es troba el cèlebre retrat de Vlad Tepes. Uns altres anomenen aquesta malaltia també "síndrome de l'home llop", contextualitzant-ho en creences supersticioses.
A la mort de la reina Catalina de Mèdici, el Duc de Mayenne cedeix la família al duc de Parma, Ranunccio Farnese, i és aquí que Don Pedro González i la seva família comencen la seva etapa a Itàlia. La vida de Don Pedro i la seva família transcorre en aquesta època, amb els mateixos privilegis que a la cort francesa, però mes discreta des del punt de vista cortesà.
Don Pedro González mor el 1618 amb 80 anys a Capodimonte. Segons Roberto Zapperi existeixen detalls de la seva vida entre altres llocs: a l'Arxiu del Vaticà i als Arxius de Roma i Nàpols. Es creu que Pedro González i la seva família són el cas d'hipertricosis més antic dels que s'han descrit a Europa.
Es creu que el matrimoni de Petrus Gonsalvus amb la dama Catherine va inspirar el conte de fades La Bella i la Bèstia.